# Nizozemský vojenský ordinariát
Nizozemský vojenský ordinariát (italsky Nederlands militair ordinariaat (Krijgsmachtbisdom)) je římskokatolický vojenský ordinariát jehož jurisdikce se týká členů ozbrojených sil v Nizozemsku, jejich rodinných příslušníků a armádního civilního personálu. Je bezprostředně podřízen Svatému stolci.

## Stručná historie
V roce 1957 byl zřízen polní vikariát v Nizozemsku, podle instrukce Solemne semper Koncistoriální kongregace z 23. dubna 1951.  Podle nové církevní legislativy (konstituce Spirituali militum curae Jana Pavla II. z  21. dubna 1986) byl vikariát povýšen na vojenský ordinariát. Od roku 1993 není jmenován vojenský ordinář, ale pouze apoštolský administrátor vikariátu.